# Varanus ocreatus
Varanus ocreatus — вид варанів. Ареалом виду є Західна Австралія (Кімберлі) і прилеглі частини Північної території. Раніше вважався підвидом Varanus storri ocreatus.